# Acnemia arizonensis
Acnemia arizonensis är en tvåvingeart som beskrevs av Zaitzev 1982. Acnemia arizonensis ingår i släktet Acnemia och familjen svampmyggor.
Artens utbredningsområde är Arizona. Inga underarter finns listade i Catalogue of Life.